# 帕森斯堡 (馬里蘭州)
帕森斯堡（英語：Parsonsburg）是位於美國馬里蘭州威科米科縣的一個普查規定居民點。

## 人口
根據2020年美國人口普查的數據，帕森斯堡的面積為3.39平方千米，當中陸地面積為3.39平方千米，而水域面積為0.00平方千米。當地共有人口319人，而人口密度為每平方千米94.1人。